# Serrat de la Feixa
El Serrat de la Feixa és un serrat del municipi de Conca de Dalt, antigament del d'Hortoneda de la Conca, a l'àmbit del poble d'Hortoneda.
Està situat a llevant de Segalars, de manera que l'extrem oriental aquest barri d'Hortoneda i l'Alzina de Cardet són als seus peus. Es troba en el contrafort nord-oest del Serrat de Fosols. És al nord-est del Serrat de Segalars.